# Nutcharin Sook
Nutcharin Sook es una deportista tailandesa que compitió en taekwondo. Ganó una medalla de bronce en el Campeonato Asiático de Taekwondo de 1996, en la categoría de –60 kg.

## Palmarés internacional
| Campeonato Asiático | Campeonato Asiático   | Campeonato Asiático | Campeonato Asiático |
| Año                 | Lugar                 | Medalla             | Categoría           |
| ------------------- | --------------------- | ------------------- | ------------------- |
| 1996                | Melbourne (Australia) | Medalla de bronce   | –60 kg              |